# Крутоярський
Крутоя́рський (рос. Крутоярский) — селище у складі Пишминського міського округу Свердловської області.
Населення — 14 осіб (2010, 26 у 2002).
Національний склад станом на 2002 рік: росіяни — 92 %.